# Bang Bang (My Baby Shot Me Down)
«Bang Bang (My Baby Shot Me Down)» — другий сингл американської співачки та акторки Шер з її другого альбому «The Sonny Side of Chér», пісню написав її чоловік Сонні Боно і вона вийшла 1966 року. Пісня досягла 3-ї сходинки в британському чарті синглів і 2-ї в «Billboard Hot 100» протягом тижня (після пісні «(You're My) Soul and Inspiration» дуету «The Righteous Brothers»), у результаті ставши одним з найпродаваніших синглів Шер у 1960-х роках.

## Історія
Сингл виявився успішним і посів високі місця у чартах кількох країн. Він став першим синглом Шер, що розійшовся мільйонним тиражем, і її першим хітом що потрапив у топ-3 чарту Великої Британії (знаходився там доти, поки пісня «The Shoop Shoop Song (It's in His Kiss)» не досягла першої сходинки у 1991 році). Критик Тім Сендра у своєму огляді альбому «The Sonny Side of Chér» дав неоднозначну оцінку цій пісні: «Єдиний трек, у якому є хоч якась родзинка, — це написана Боно новинка „Bang Bang (My Baby Shot Me Down)“, своєрідна драматична пісня, під яку Шер може вирубати в сон, але також це безсердечна пісня». Рецензент похвалив її «жалібний, просочений блюзом» стиль, а також «цікавий циганський супровід».
1987 року Шер записала рок-версію пісні для свого платинового альбому-«повернення» «Cher» 1987 року. Спродюсована Джоном Бон Джові, Річі Самборою та Дезмондом Чайлдом, пісня включала бек-вокал, серед інших, Джона Бон Джові та Майкла Болтона, і вийшла як промо-сингл у 1988 році. Шер виконувала цю версію у своїх турах «Heart of Stone» та «Living Proof: The Farewell», також вона була інструментально зіграна під час туру «Dressed to Kill» у 2014 році, виступів «Classic Cher» у 2017—2020 роках та у турі «Here We Go Again» у 2018—2020 роках.

## Трек-лист
- 1966, американський і європейський 7" LP сингл

1. «Bang Bang (My Baby Shot Me Down)» — 2:40
2. «Our Day Will Come» — 2:28

- 1987, французький 7" LP сингл

1. «Bang-Bang» — 3:51
2. «I Found Someone» — 3:42

- 1993, французький CD сингл

1. «Bang-Bang» — 3:54
2. «Whenever You're Near» — 4:05

## Чарти
| Чарт (1966)                                 | Позиція |
| ------------------------------------------- | ------- |
| Австралія (Kent Music Report)               | 11      |
| Австрія (Ö3 Austria Top 75)                 | 6       |
| Бельгія (Ultratop Flanders)                 | 9       |
| Бельгія (Ultratop Wallonia)                 | 22      |
| Canada Top Singles (RPM)                    | 4       |
| Фінляндія (Suomen virallinen singlelista)   | 18      |
| Німеччина (Media Control AG)                | 17      |
| Ірландія (IRMA)                             | 3       |
| Італійський чарт синглів                    | 2       |
| Японський чарт синглів                      | 5       |
| Нідерланди (Mega Single Top 100)            | 16      |
| Нова Зеландія (Recorded Music NZ)           | 2       |
| Нова Зеландія (Listener)                    | 2       |
| Норвезький чарт синглів                     | 4       |
| Квебек (ADISQ)                              | 4       |
| Південна Африка (Springbok Radio SA Top 20) | 10      |
| Велика Британія (UK Singles Chart)          | 3       |
| США (Billboard Hot 100)                     | 2       |

| Чарт (1966)                               | Позиція |
| ----------------------------------------- | ------- |
| Австралійський чарт синглів               | 89      |
| Західнонімецький чарт синглів             | 114     |
| Японський чарт синглів                    | 11      |
| Велика Британія (Official Charts Company) | 53      |
| США (Billboard Hot 100)                   | 60      |
| США (Cashbox)                             | 46      |

## Інші версії
Ненсі Сінатра записала одну з найвідоміших кавер-версій до цієї пісні, яка увійшла до її альбому «How Does That Grab You?» 1966 року. У її версії використовується гітарне тремоло, на якому грає її аранжувальник Біллі Стрендж, надалі популярність цього варіанту пісні знову відродилася, коли він був використаний в початкових титрах фільму Квентіна Тарантіно «Убити Білла. Фільм 1» 2003 року. У послідовності, що передує титрам, Тарантіно створив буквальну, криваву інтерпретацію приспіву пісні та третього куплету про день весілля. Версія Сінатри також була музичною темою для висвітлення BBC Вімблдонського турніру з тенісу 2005 року і була використана в декількох хіп-хоп записах, у тому числі гуртом «Audio Bullys» (за участю Сінатри) у треку «Shot You Down» що потрапив у «найкращі 3» британського чарту у 2005 році.
«Bang Bang» також була популярна в Італії у 1966 році, коли Даліда переспівала її італійською мовою. Пісня посіла першу сходинку італійського чарту і залишалася там два місяці, що принесло їй золоту сертифікацію. Після цього запису, який увійшов до альбому Даліди «Piccolo Ragazzo» 1967 року, кілька інших італійських виконавців, включаючи Міну та психоделічні гурти «Equipe 84» та «I Corvi», теж створили свої кавер-версії. Версія Даліди також стала основною піснею драматичного фільму «Уявне кохання» 2010 року. Френк Сінатра також записав свою версію пісні у квітні 1981 року, а в листопаді вона стала титульним треком його передостаннього альбому «She Shot Me Down».
Леді Гага виконала «Bang Bang» у липні 2014 року у Jazz at Lincoln Center для спеціального телевізійного випуску «Cheek to Cheek Live!». Запис цієї версії став доступним на iTunes/Apple Music й увійшов як бонус-трек до її першого спільного джазового альбому з Тоні Беннеттом, «Cheek to Cheek». Версія Гаги «Bang Bang» дебютувала першою сходинкою у чарті «Billboard» «Jazz Digital Songs Chart» й була добре зустрінута критиками. Пізніше співачка включила цю пісню до своїх турів та виступів у різних концертних резиденціях.
Керолайн Полачек записала кавер-версію до «Bang Bang» для саундтреку до фільму «Посіпаки: Становлення лиходія» 2022 року. Її версія відзначається фанковими, оптимістичнішими елементами, а також сучасним і менш серйозним почуттям. У саундтреці фільму, окрім цієї версії, були використані кавер-версії й інших старих хітів. Також у початкових кадрах фільму використовувалася китайська версія цієї пісні, у виконанні співачки G.E.M.
Камбоджійська артистка Пен Ран також використала музику «Bang Bang» у своїй скандальній пісні «Sneha».